# Boccia aux Jeux paralympiques d'été de 2016
Navigation
Londres 2012 Tokyo 2020
Les rencontres de boccia aux Jeux paralympiques d'été de 2020 ont eu lieu du 10 septembre 2016 au 16 septembre 2020 à l'Arena Carioca 2 de Rio de Janeiro.
104 athlètes (80 hommes, 24 femmes) étaient en compétition dans sept épreuves, quatre épreuves individuelles, deux épreuves par paires, et une épreuve par équipe.  
Il s'agit de la neuvième édition du boccia aux Jeux paralympiques.

## Classification
Les athlètes atteints de handicap moteur grave sont classés en quatre catégories :
- BC1 : athlètes paralysés cérébraux qui peuvent être aidés d’un assistant qui ajuste le fauteuil roulant ou fait passer une boule au joueur.
- BC2 : athlètes paralysés cérébraux qui ne peuvent pas être assistés.
- BC3 : athlètes ayant d’importantes difficultés motrices qui peuvent être aidés d’un assistant ou d'un appareil pour lancer la balle.
- BC4 : athlètes ayant des difficultés motrices autres que la paralysie cérébrale mais qui ont les mêmes difficultés qu'un BC1 ou BC2 et ne peuvent pas être assistés.

## Résultats
| Épreuves         | Or                                                                             | Argent                                                               | Bronze                                                                       |
| ---------------- | ------------------------------------------------------------------------------ | -------------------------------------------------------------------- | ---------------------------------------------------------------------------- |
| Individuel BC1   | David Smith (GBR)                                                              | Daniel Perez (NED)                                                   | Yoo Won-Jeong (KOR)                                                          |
| Individuel BC2   | Watcharaphon Vongsa (THA)                                                      | Worawut Saengampa (THA)                                              | Yan Zhiqiang (CHN)                                                           |
| Individuel BC3   | Jeong Ho-Won (KOR)                                                             | Grigorios Polychronidis (GRE)                                        | José Macedo (POR)                                                            |
| Individuel BC4   | Leung Yuk Wing (HKG)                                                           | Samuel Andrejcik (SVK)                                               | Pornchok Larpyen (THA)                                                       |
| Paires BC3       | Brésil Evelyn de Oliveira Evani Soares da Silva Antônio Leme                   | Corée du Sud Jeong Ho-Won Kim Han-soo Choi Ye-Jin                    | Grèce Anna Ntenta Nikolaos Pananos Grigorios Polychronidis                   |
| Paires BC4       | Slovaquie Robert Durkovic Michaela Balcova Samuel Andrejcik                    | Brésil Dirceu Pinto Eliseu dos Santos Marcelo dos Santos             | Thaïlande Pornchok Larpyen Luanchan Phonsila Chaloemphon Tanbut              |
| Par équipe BC1–2 | Thaïlande Pattaya Tadtong Watcharaphon Vongsa Worawut Saengampa Supin Tipmanee | Japon Takayuki Kitani Takayuki Hirose Yuriko Fujii Hidetaka Sugimura | Portugal Abílio Valente António Marques Cristina Gonçalves Fernando Ferreira |

## Tableau des médailles
| Rang  | Nation          | Or | Argent | Bronze | Total |
| ----- | --------------- | -- | ------ | ------ | ----- |
| 1     | Thaïlande       | 2  | 1      | 2      | 5     |
| 2     | Corée du Sud    | 1  | 1      | 1      | 3     |
| 3     | Brésil          | 1  | 1      | 0      | 2     |
| -     | Slovaquie       | 1  | 1      | 0      | 2     |
| 5     | Hong Kong       | 1  | 0      | 0      | 1     |
| -     | Grande-Bretagne | 1  | 0      | 0      | 1     |
| 7     | Grèce           | 0  | 1      | 1      | 2     |
| 8     | Pays-Bas        | 0  | 1      | 0      | 1     |
| -     | Japon           | 0  | 1      | 0      | 1     |
| 10    | Portugal        | 0  | 0      | 2      | 2     |
| 10    | Chine           | 0  | 0      | 1      | 1     |
| Total | Total           | 7  | 7      | 7      | 21    |